# Liste von Persönlichkeiten der Stadt Villach
Die folgende Liste enthält in Villach geborene sowie zeitweise lebende Persönlichkeiten, chronologisch aufgelistet nach dem Geburtsjahr. Die Liste erhebt keinen Anspruch auf Vollständigkeit.

## In Villach geborene oder zeitweise lebende Persönlichkeiten

### Bis 1900
- Urban Görtschacher (um 1485 – nach 1530), Maler
- Johannes Obernburger (um 1486 – 1552), leitender Kanzleisekretär Kaisers Karl V., Gouverneur von Kärnten
- Franz Paul Findenigg (1726–1771), Genre- und Schlachtenmaler
- Mathias Fürst (1797–1865), österreichischer Kaufmann und Politiker
- Eduard von Litzelhofen (1820–1882)[1], österreichischer Feldzeugmeister und kaiserlicher Geheimrat[2]
- Josef Willroider (1838–1915), Landschaftsmaler und Radierer
- Ludwig Willroider (1845–1910), Landschaftsmaler und Radierer
- Alexander Grawein (1850–1897), Jurist, Dramatiker und Politiker
- Wilhelm Eich (1858–1935), Politiker
- Albert Wirth (1874–1957), Großgrundbesitzer, Forstwirt und Baumeister
- Ludwig Sternat (1884–1958), Kaufmann und Politiker (ÖVP)
- Ignaz Brantner (1886–1960), Schauspieler, Librettist und Theaterdirektor
- Arnold Clementschitsch (1887–1970), Maler
- Friedrich Schatzmayer (1890–1952), Politiker
- Hans Kurath (1891–1992), Sprachwissenschaftler
- Gottfried Timmerer (1895–1970), Bürgermeister (1956 bis 1968), Bezirksschulinspektor, Ehrenbürger
- Hanns Hübl (1898–1967), Maler und Zeichner
- Franz Aschgan (1899–1945), Gewerkschaftssekretär und Politiker
- Anton Spatny (1900–1961), Politiker

### 20. Jahrhundert

#### 1901 bis 1925
- Erich Dolezal (1902–1990), Schriftsteller, Astronom und Volksbildner
- Elli Riehl (1902–1977), Puppenmacherin
- Paul Kassecker (1903–1992), Bildhauer, Maler und Grafiker
- Carl-Heinz Birnbacher (1910–1991), Marineoffizier, zuletzt Konteradmiral der Bundesmarine
- Ingomar Pust (1912–1998), Offizier, Alpinist, Schriftsteller und Journalist
- Karl Reinthaler (1913–2000), Politiker
- Josef Resch (1913–1997), Bürgermeister (1968 bis 1981), Ehrenbürger
- Lore Kutschera (1917–2008), Botanikerin
- Gustl Mayer (1917–2015), Skispringer und Skirennläufer
- Franc Pribošek (1917–1981), jugoslawischer Skispringer
- Walter Tautschnig (1917–2008), Präsident des Vereins Wiener Sängerknaben
- Heidemarie Hatheyer (1918–1990), Schauspielerin
- Karl Österreicher (1918–2000), Diplomat und Generalmajor
- Rudolf Filipot (1919–2000), Bürgermeister und Landtagsabgeordneter
- Manfred Schuster (1919–1994), Schauspieler, Synchron- und Hörspielsprecher
- Ernst Melchior (1920–1978), Fußballspieler
- Heribert Berger (1921–1999), Mediziner, Kinderarzt und Hochschullehrer
- Albert Quendler (1921–2016), Filmregisseur
- Paul Watzlawick (1921–2007), Kommunikationswissenschaftler, Psychotherapeut, Psychoanalytiker, Soziologe, Philosoph und Autor
- Helmut Hadwiger (1922–2004), Skispringer
- Otto Melchior (1922–1993), Fußballspieler des VSV[3]
- Leopold Hrazdil (1923–2003), Bürgermeister (1981 bis 1987), Ehrenbürger (1987)
- Jakob Mörtl (1924–2016), Bürgermeister (1976 bis 1981)
- Herbert Wochinz (1925–2012), Regisseur und Theaterintendant

#### 1926 bis 1950
- Franz Schneeweiß (1926–1982), Maler und Bildhauer
- Hanno Millesi (1927–2017), Facharzt für plastische Chirurgie
- Kurt Diemberger (* 1932), Bergsteiger, Filmemacher, Fotograf und Autor
- Walter Benigni (1934–2019), Fotograf
- Helga Hieden-Sommer (1934–2025), Politikerin
- Bruno Gironcoli (1936–2010), Maler und Bildhauer
- Peter Harring (1938–2013), Bankdirektor und Politiker, Mitglied des österreichischen Bundesrates
- Gisela Fiedler-Bender (* 1940), Kunsthistorikerin
- Hermann Otto Handwerker (* 1940), Mediziner und Neurophysiologe
- Karl Kaus (1940–2015), Prähistoriker und war Landesarchäologe
- Hermann Knoflacher (* 1940), Zivilingenieur
- Manfred Kovatsch (* 1940), Architekt
- Gernot Kulterer (* 1940), Architekt
- Hans Schmid (* 1940), Unternehmer
- Heidelinde Weis (1940–2023), Schauspielerin
- Ulrich Gäbler (* 1941), Theologe
- Edwin Gräupl (* 1941), Pädagoge
- Reimar Gradischnik (* 1941), Politiker und Richter
- Gernot Piccottini (1941–2018), Archäologe, Feldarchäologe und Epigraphiker
- Peter Thurner (1941–2005), Architekt
- Erhard Kargel (* 1942), Bauingenieur und Ingenieurkonsulent
- Manfried Rauchensteiner (* 1942), Direktor des Heeresgeschichtlichen Museums (1992–2005)
- Dieter Stappert (1942–2008), Journalist und Teammanager im Motorsport
- Sabine Felgenhauer-Schmiedt (* 1943), Archäologin
- Peter Brabeck-Letmathe (* 1944), Manager
- Franziska Schmidt-Dick (1944–2025), Numismatikerin
- Peter Ambrozy (* 1946), Politiker
- Karl Brandstätter (* 1946), Künstler
- Helmut Manzenreiter (* 1946), Bürgermeister (1987 bis 2015)
- Peter Mitterer (1946–2013), Gastwirt und Politiker
- Werner Kofler (1947–2011), Schriftsteller
- Werner Raditschnig (* 1948), Komponist und Gitarrist
- Karl Autz (* 1949), Fußballtormann VSV[4]
- Gunter Hadwiger (1949–2021), Politiker (FPÖ)
- Peter W. Michor (* 1949), Mathematiker
- Felix Tretter (* 1949), Psychologe und Psychiater
- Ulrich Wolf (* 1949), Ruderer
- Josef Aichholzer (* 1950), Filmproduzent

#### 1951 bis 1960
- Gunther Spath (* 1951), Militärkommandant, Leichtathletik-Obmann, Schriftsteller (Gedichte und Prosa), Vortragender über wissenschaftliche Themen
- Walter Ebner (* 1952), Schuldirektor und Politiker
- Hans Millonig (* 1952), Skispringer
- Marialuise Mittermüller (* 1952), Politikerin
- Ingeborg Rinke (* 1952), Politikerin
- Bruno Rossmann (* 1952), Ökonom und Politiker
- Karl-Peter Schwarz (* 1952), Journalist
- Karl W. Schwarz (* 1952), evangelischer Kirchenhistoriker und Ministerialrat
- Gerald Domenig (* 1953), Künstler
- Gerald Kargl (* 1953), Filmregisseur
- Mares Rossmann (* 1953), Politikerin
- Hilde Schaumberger (* 1953), Politikerin
- Uli Scherer (1953–2018), Pianist und Komponist des Avantgarde-Jazz
- Gerd Schuller (* 1953), Musiker
- Günter Willegger (* 1953), Bankdirektor und Politiker
- Konrad Paul Liessmann (* 1953), Philosoph
- Edeltraud Gatterer (* 1954), Hausfrau und Politikerin
- Michael Katz (* 1954), Filmproduzent und -produktionsleiter
- Heinz Singerl (* 1954), Fußballer VSV[5]
- Nicole Cernic (* 1955), Politikerin
- Erich Kessler (* 1955), ÖBB-Beamter und Politiker
- Herwig Kircher (* 1955), Fußball-Nationalspieler
- Dietmar Millonig (* 1955), Mittel- und Langstreckenläufer
- Melitta Trunk (* 1955), Politikerin
- Roland Zellot (* 1955), Bundesbeamter, Landwirt und Politiker
- Fritz Koch (* 1956), Skispringer
- Richard Pfeiler (* 1956), Kommunalpolitiker
- Gertraud Putz (* 1956), katholische Theologin
- Peter Löscher (* 1957), Manager
- Karl Gerfried Müller (* 1957), Politiker und Finanzbeamter
- Gustav Rainer (1957–2017), ORF-Sportreporter
- Karina Ressler (* 1957), Filmeditorin
- Gernot Rumpold (* 1957), ehemaliger Politiker
- Ina Maria Schmid (* 1957), Unternehmerin
- Ferdinand Schrottenbach (1957–1991), Polizeibeamter
- Karl Unterkofler (* 1957), Mathematiker und Hochschullehrer
- Gerald Kotschnig (* 1958), Fußballspieler VSV[6]
- Waltraud Dietrich (* 1959), Politikerin
- Alfred Groyer (* 1959), Skispringer
- Horst Lechner (1959–2014), Architekt
- Josef Martinz (* 1959), Politiker
- Elisabeth Engstler (* 1960), Fernsehmoderatorin und Sängerin
- Klaus Karlbauer (* 1960), Komponist, Regisseur und Multimediakünstler
- Matthias Krenn (* 1960), Unternehmer, Verbandsfunktionär und Politiker
- Hermann Lipitsch (* 1960), Politiker, Gewerkschaftsfunktionär und ÖBB-Bediensteter
- Peter Raffl (* 1960), Eishockeyspieler und -trainer

#### 1961 bis 1970
- Peter Fritz (* 1961), Fernsehjournalist
- Heinz Koch (* 1961), Skisprungtrainer
- Kurt Tomaschitz (1961–2008), Althistoriker und Epigraphiker
- Helga Weisz (* 1961), Industrieökologin und Klimawissenschaftlerin
- Peter Zimmermann (* 1961), Schriftsteller und Journalist
- Erika Gfrerer (* 1962), Skirennläuferin
- Guido Katol (* 1962), Maler
- Armin A. Wallas (1962–2003), Literaturwissenschaftler
- Johannes Domenig (* 1963), Bildhauer
- Hannes M. Schalle (* 1963), TV-Producer, Autor und Filmkomponist
- Bernhard Bieche (* 28. März 1964), ORF-Kärnten-Chefredakteur[7]
- Helena Ramsbacher (* 1964), Politikerin
- Evelyn Adunka (* 1965), Historikerin und Publizistin
- Maximilian Linder (* 1965), Politiker sowie Gast- und Landwirt
- Franz Wiegele (* 1965), Skispringer
- Alex Antonitsch (* 1966), Tennisspieler
- Hubert Dörer (* 1966), Kraftsportler
- Michael Martin Kofler (* 1966), Flötist
- Primus Sitter (* 1966), Jazzmusiker
- Gotthard Hinteregger (* 1967), Profiboxer
- Tiba Marchetti (* 1967), Fernsehmoderatorin
- Kurt Scheuch (* 1967), Land- und Forstwirt sowie Politiker
- Herbert Kickl (* 1968), Politiker
- Gerhard Pirih (* 1968), Fußballspieler und Politiker
- Barbara Demmer (* 1969), Schauspielerin
- Eva Glawischnig-Piesczek (* 1969), Politikerin
- Herbert Hohenberger (* 1969), Eishockeyspieler
- Alexander Kaimbacher Opern-, Operetten-, Oratorien-, Lied- und Konzertsänger
- Ulrike Nittmann (* 1969), Politikerin
- Uwe Scheuch (* 1969), Politiker
- Cornelia Vospernik (* 1969), Fernsehjournalistin
- Manfred Weber-Wien (* 1969), Maler und Zeichner
- Richard Huber (* 1970), Fußballspieler und -trainer
- Wolfgang Kromp (* 1970), Eishockeyspieler
- Gerald Ressmann (* 1970), Eishockeyspieler

#### 1971 bis 1980
- Walter Auer (* 1971), Flötist
- Norbert Koch (* 1971), Physiker
- Martin Koller (* 1971), Gitarrist
- Christian Mayer (* 1972), Skirennläufer
- Günther Lanzinger (* 1972), Eishockeyspieler
- Christian Moser (* 1972), Skispringer
- Christiane Wassertheurer (* 1972), Fernsehmoderatorin und Autorin
- Tanja Hausott geborene Schett (* 1974), Fußballschiedsrichterin
- Günther Albel (* 1974), Bürgermeister (seit 2015)
- Monika Matschnig (* 1974), Volleyball-Nationalspielerin und Psychologin
- Roland Kollmann (* 1976), Fußballspieler
- Daniel Mesotitsch (* 1976), Biathlet
- Gerhard Unterluggauer (* 1976), Eishockeyspieler
- Katrin Griesser (* 1977), Schauspielerin
- Martin Hohenberger (* 1977), Eishockeyspieler
- Jürgen Pichorner (* 1977), Fußballspieler
- Milan Rasinger (* 1977), Fußballspieler
- Isabel Zedlacher (* 1977), Snowboarderin
- Haris Bilajbegovic (* 1978), Regisseur und Gewaltpräventionstrainer
- Ingrid Schmoliner (* 1978), Musikerin
- Franz Koloini (* 1978), Funktionär
- Marco Pewal (* 1978), Eishockeyspieler
- Martin Pewal (* 1978), Eishockeyspieler
- Friedrich Pinter (* 1978), Biathlet
- Absztrakkt (* 1979), Musiker/Rapper
- Christian Morgenstern (* 1979), Fußballspieler und -trainer
- Martin Mühlstätter (* 1979), Westernreiter
- Jürgen Pinter (* 1979), Skilangläufer
- Melanie Scheriau (* 1979), Fotomodel und Fernsehmoderatorin
- Janko Ehrlich (1980–2010), Skispringer
- Gernot Messner (* 1980), Fußballspieler

#### 1981 bis 1990
- Michael Mayer (* 1981), Eishockeytorhüter
- Martin Koch (* 1982), Skispringer
- Mario Steiner (* 1982), Fußballspieler
- Armin Woschank (* 1982), Basketballspieler
- Stefan Kaiser (* 1983), Skispringer
- Martin Mesotitsch (* 1983), Biathlet
- Boris Uran (* 1983), Popsänger
- Martin Kohlmaier (* 1984), Basketballspieler
- Nikolas Petrik (* 1984), Eishockeyspieler
- Markus Meschik (* 1985), Sozialpädagoge
- Philipp Pinter (* 1985), Eishockeyspieler
- Stephan Stückler (* 1985), Fußballspieler
- Manuel Weber (* 1985), Fußballspieler
- Janine Wulz (* 1985), Politikerin und Unternehmensberaterin
- Peter Fässlacher (* 1986), österreichischer Journalist und Fernsehmoderator
- Florian Hufsky (1986–2009), Medienkünstler und politischer Aktivist
- Thomas Raffl (* 1986), Eishockeyspieler
- Michael Grabner (* 1987), Eishockeyspieler
- Marco Knaller (* 1987), Fußballtorhüter
- Daniel Gasser (* 1988), Eishockeyspieler
- Kerstin Muschet (* 1988), Biathletin und Skilangläuferin
- Stefanie Ofner (* 1988), Politikerin (ÖVP), Landtagsabgeordnete
- Benjamin Petrik (* 1988), Eishockeyspieler
- Michael Raffl (* 1988), Eishockeyspieler
- Marc Sand (* 1988), Fußballspieler
- Andreas Wiedergut (* 1988), Eishockeyspieler
- Guido Burgstaller (* 1989), Fußballspieler
- David Hauser (* 1989), Eishockeyspieler
- Christof Martinz (* 1989), Eishockeyspieler
- Martin Gasser (* 1990), Jazzmusiker
- Michael Köfeler (* 1990), Eishockeyspieler
- Thomas König (* 1990), Skirennläufer
- Melissa Naschenweng (* 1990), Musikerin, Volksmusik- und Schlagersängerin
- David Stockenreitner (* 1990), Kabarettist
- Jürgen Tschernutter (* 1990), Eishockeyspieler
- Marco Wieser (* 1990), Eishockeytorhüter
- Marco Zorec (* 1990), Eishockeyspieler

#### 1991 bis 2000
- Anton Darohs (* 1991), Eishockeyspieler
- Kevin Essmann (* 1991), Eishockeyspieler
- Anna Gasser (* 1991), Snowboarderin
- Stefan Hierländer (* 1991), Fußballspieler
- Lisa Perterer (* 1991), Triathletin
- Christian Walder (* 1991), Skirennläufer
- Marius Göhringer (* 1992), Eishockeyspieler
- Alina Lindermuth (* 1992), Schriftstellerin
- Lukas Müller (* 1992), Skispringer
- Patrick Platzer (* 1992), Eishockeyspieler
- Martin Salentinig (* 1992), Fußballspieler
- Christian Ofner (* 1993), Eishockeyspieler
- Alexander Rauchenwald (* 1993), Eishockeyspieler
- Tino Casali (* 1995), Fußballspieler
- Marco Schwarz (* 1995), Skirennläufer
- Katharina Truppe (* 1996), Skirennläuferin
- Chris Höher (* 1997), Automobilrennfahrer
- Johannes Eichwalder (* 1997), Skispringer
- Christof Kromp (* 1997), Eishockeyspieler
- Magnus Oberhauser (* 1998), Biathlet
- Philine Schmölzer (* 1998), Schauspielerin
- Thomas Winkler (* 1998), Eishockeyspieler

### 21. Jahrhundert

#### 2001 bis 2020
- Michela Croatto (* 2002), Fußballspielerin
- Daniel Tschofenig (* 2002), Skispringer
- Daniela Glanzer (* 2003), Tennisspielerin
- Nikolas Veratschnig (* 2003), Fußballspieler
- Tobias Revelant (* 2004), Fußballspieler
- Jannik Robatsch (* 2004), Fußballspieler
- Marcel Moswitzer (* 2005), Fußballspieler

## Berühmte Einwohner von Villach
- Thomas von Villach (* um 1435; † um 1529), Künstler der Villacher Schule
- Paracelsus (* um 1493; † 1541), Arzt und Alchemist
- Ferdinand Cavallar von Grabensprung (1886–1952), altösterreichischer Offizier und Pilot
- Hans Leb (1909–1961), Architekt, Lyriker etc.
- Gert J. Hödl (1943–2017), Eis- und Sandkünstler
- Reinhart Rohr (* 1959), Politiker
- Beate Prettner (* 1965), Gynäkologin und Politikerin
- Scharmien Zandi (* 1987), Künstlerin und Komponistin

### Bürgermeister seit 1945
- 1945 bis 1951: Viktor Petschnik
- 1956 bis 1968: Gottfried Timmerer
- 1968 bis 1976: Josef Resch
- 1976 bis 1981: Jakob Mörtl
- 1981 bis 1987: Leopold Hrazdil
- 1987 bis 2015: Helmut Manzenreiter
- seit 2015: Günther Albel

### Weitere Politiker
- Monika Kircher, Vizebürgermeisterin von 1991 bis 2001
- Petra Oberrauner, Erste Vizebürgermeisterin von 2015 bis 2019,
- Irene Hochstetter-Lackner, Erste Vizebürgermeisterin seit 2019
- Franz Pacher, Stadtrat von 1985 bis 1996
- Peter Weidinger, Stadtrat von 2007 bis 2017
- Elisabeth Dieringer-Granza, Gemeinderätin; seit 2024 Mitglied des Europäischen Parlamentes
- Wendelin Mölzer, ehem. Nationalratsabgeordneter

## Ehrenbürger
- Helmut Wulz (1936–2023), Musiker und Volkskundler[8]